# Lebetus scorpioides
Lebetus scorpioides es una especie de peces de la familia de los Gobiidae en el orden de los Perciformes.

## Morfología
Los machos pueden llegar a alcanzar los 4 cm de longitud total.

## Alimentación
Come crustáceos pequeños (decápodos y anfípodos), poliquetos y bivalvos. 

## Hábitat
Es un pez de Mar  y de clima templado que vive entre 30-375 m de profundidad

## Distribución geográfica
Se encuentra desde el suroeste de Islandia

## Observaciones
Es inofensivo para los humanos. 